# 土丹索巴仁波切

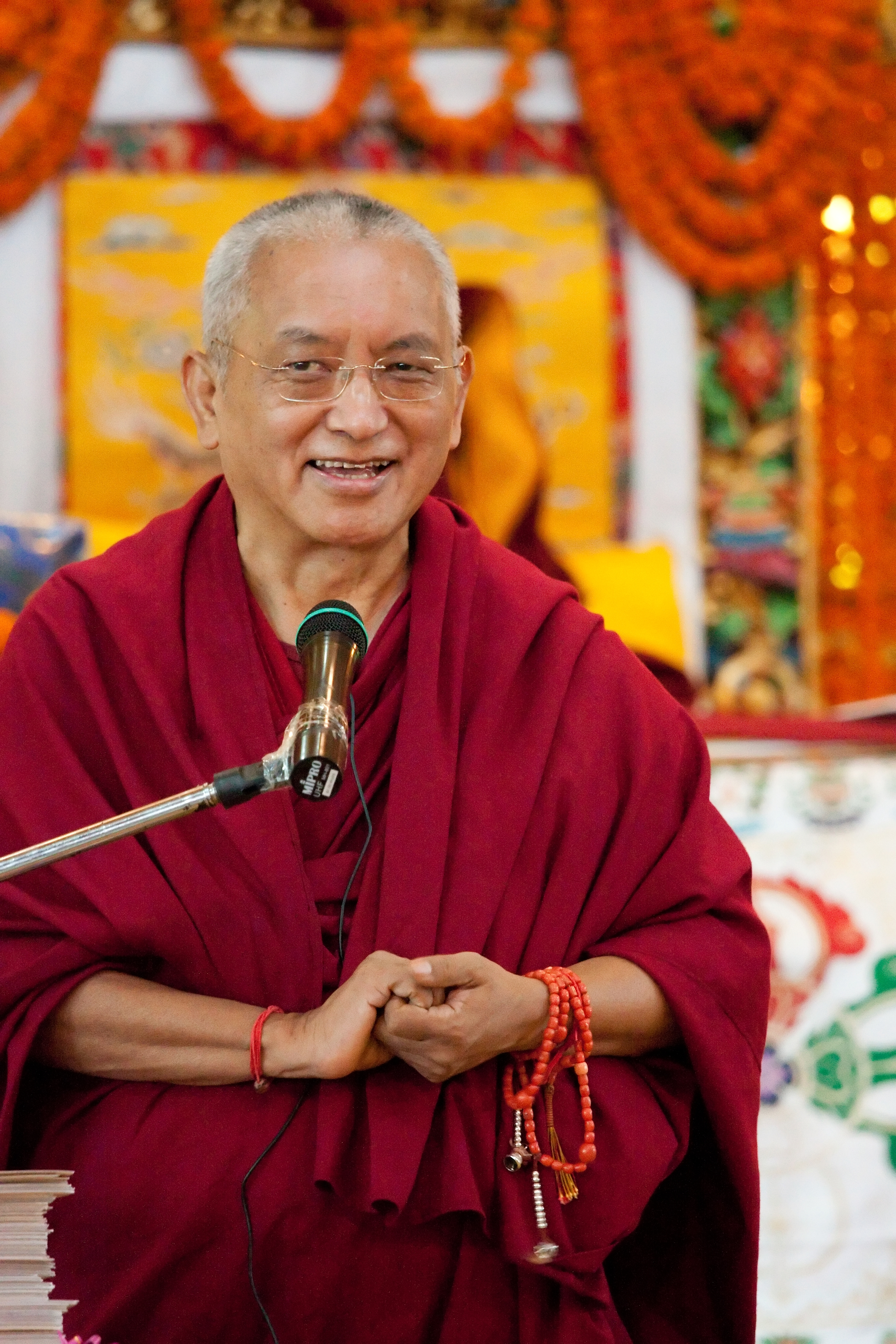
土丹索巴仁波切2008年於加德滿都

土丹索巴仁波切（羅馬化：Thubten Zopa , Thub-bstan Bzod-pa，1946年12月3日—2023年4月13日），藏傳佛教高僧，出生於尼泊爾，为拉烏兜喇嘛之轉世，其仁波切稱號為世襲。曾於西藏東嘎寺修行。師從土丹耶喜喇嘛，並與之共同建立加德滿都高畔（Kopan）寺、意大利寶瑪雅（Pomaia）宗喀巴喇嘛學院、法國金剛瑜伽女學院，以及捍衛大乘傳統聯合會。
土丹耶喜喇嘛於1984年圓寂後，在尋找、認證、培養其轉世靈童方面作了大量工作，當其轉世者丹津奧瑟仁波切成年後，他們攜手並肩一起繼續從事其共同開創的宏偉事業。
土丹索巴仁波切是其上師土丹耶喜喇嘛之“彌勒佛巨型塑像”計劃的大力支持者，該計劃旨在佛陀涅槃聖地---拘尸那迦建立一尊高152米的彌勒佛塑像，其高度僅比大陸中原大佛矮1米。

## 著作
《怎樣能夠幸福？》金剛瑜伽女出版社，2009, (統一書號 ISBN 291158273X)
《敬愛的索巴喇嘛：轉變幸福障礙的根本方法》，金剛瑜伽女出版社，2007, (統一書號 ISBN 2911582667)
《徹底療愈》，金剛瑜伽女出版社，2004, (統一書號 ISBN 2911582500)
《改變問題》，金剛瑜伽女出版社，2000, (統一書號 ISBN 2911582098)
《如何增長愛心與慈悲》，金剛瑜伽女出版社，1999, (統一書號 ISBN 2911582160)
《如何改變靈魂？》金剛瑜伽女出版社，1999, (統一書號 ISBN 2911582179)
《馴服其心》，金剛瑜伽女出版社，1999, (統一書號 ISBN 2911582020)
《慈悲的天性》，金剛瑜伽女出版社，1999, (統一書號 ISBN 2911582292)
《珍貴的人類重生》，金剛瑜伽女出版社，1999, (統一書號 ISBN 2911582144)
《給予生活一種意義》，免費贈送品，金剛瑜伽女出版社，1999, (統一書號 2-911582-65-9)
《智慧的活力》，與土丹耶喜喇嘛合著，金剛瑜伽女出版社，1999, (統一書號 ISBN 2911582012)
《道德與現實：修法中的方法與智慧》，免費贈送品，金剛瑜伽女出版社，1999, (統一書號 ISBN 2911582438)
《事物如何存在？》免費贈送品，金剛瑜伽女出版社，1999, (統一書號 2-911582-71-3)